# Enrique Arias Vega
Enrique Arias Vega (Bilbao, 1943) es un periodista y economista español.

## Biografía
Diplomado en la Universidad de Stanford, lleva escribiendo sesenta años. Sus artículos han aparecido en la mayor parte de los diarios españoles, en la revista italiana Terzo Mondo y en el periódico News of The World de Nueva York.
Entre otros cargos, ha sido director de El Periódico de Catalunya, de Barcelona, El Adelanto de Salamanca, y la edición de ABC en la Comunidad Valenciana, así como director general de publicaciones del Grupo Zeta y asesor de varias empresas de comunicación.
En los últimos años, ha alternado sus colaboraciones en prensa, radio y televisión con la literatura, habiendo obtenido varios premios en ambas labores, entre ellos el nacional de periodismo gastronómico Álvaro Cunqueiro (2004), el de Novela Corta Ategua (2005), el de periodismo social de la Comunidad Valenciana, Convivir (2006) y el de Compostela Monumental (2011).
Sus últimos libros publicados han sido una compilación de artículos de prensa, como España y otras impertinencias (2009) y otra de relatos cortos, Nada es lo que parece (2008). Es autor, también, entre otras obras, de la novela El Ejecutivo (2006), de la que ya van publicadas tres ediciones, de Ir contra corriente (2007), Valencia, entre el cielo y el infierno (2008) y una antología de semblanzas bajo el título de Personajes de toda la vida (2007).